# Fabriken Furillen

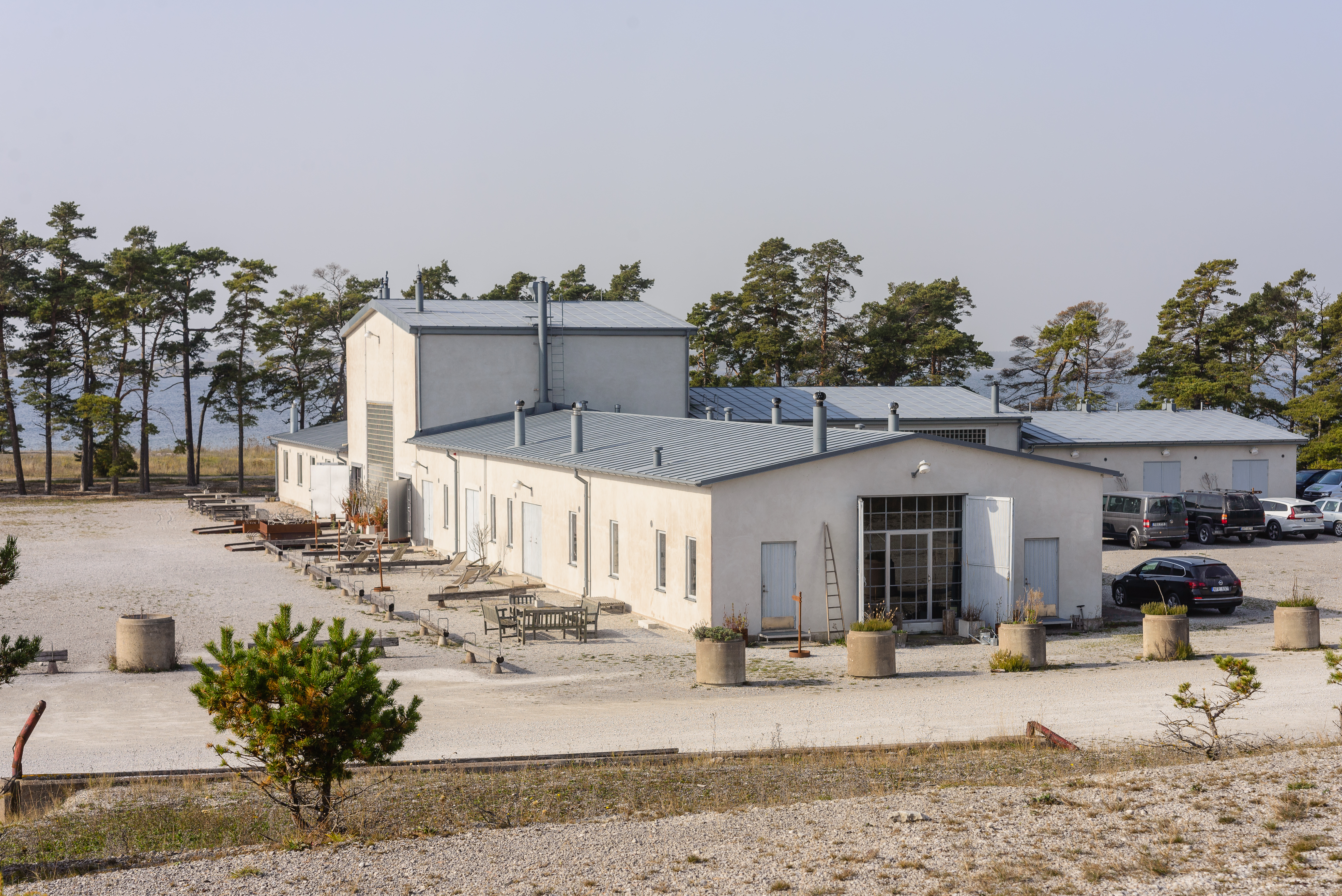
Fabrikens huvudbyggnad med hotell och restaurang.

Fabriken Furillen är ett hotell på Gotland. Fabriken Furillen ligger i en tidigare verkstadsbyggnad till ett kalkbrott på ön Furillen, där brytningen lades ned på 1970-talet. Fotografen Johan Hellström använde senare det övergivna fabriksområdet och ön som plats för bland annat reklamfilmer, rockvideor och modefotograferingar. Han köpte 1999 fabriksområdet och annan mark på ön för att stegvis bygga ut rumsuthyrning och senare hotell- och restaurangverksamhet. Efter ombyggnad har i verkstadsbyggnaden inrättats ett minimalistiskt designhotell med skandinaviska konstindustriprodukter i samarbete med anknytning till formgivare och företag som Mattias Ljunggren, Mats Theselius, Hästens, Skeppshult, GAD och många flera.